# Клешнёвка
Клешнёвка (укр. Клешнівка) — село,
Ивановский сельский совет,
Петриковский район,
Днепропетровская область,
Украина.
Код КОАТУУ — 1223781406. Население по переписи 2001 года составляло 66 человек .

## Географическое положение
Село Клешнёвка находится на левом берегу реки Чаплинка в месте её впадения в реку Орель,
выше по течению на расстоянии в 0,5 км расположен пгт Петриковка,
на противоположном берегу — село Ивановка.
Река в этом месте извилистая, образует лиманы, старицы и заболоченные озёра.